# The Bonnie Parker Story
Pour plus de détails, voir Fiche technique et Distribution.
The Bonnie Parker Story est un film américain réalisé par William Witney, sorti en 1958, avec Dorothy Provine, Jack Hogan et Richard Bakalyan dans les rôles principaux. Il s'agit d'une libre interprétation de l'histoire des criminels Bonnie et Clyde. Dorothy Provine joue le rôle de Bonnie et Jack Hogan celui de Clyde, renommé pour les besoins du film en Guy Darrow. Ce film a été réalisé par l'American International Pictures et distribué à sa sortie en salles en double programme avec Mitraillette Kelly (Machine Gun Kelly) de Roger Corman.

## Synopsis
Marié à Duke Jefferson (Richard Bakalyan), un escroc qui séjourne en prison, Bonnie Parker (Dorothy Provine) travaille comme serveuse dans un restaurant du Texas. Elle se lie avec Guy Darrow (Jack Hogan), un criminel local. Ensemble, ils réalisent plusieurs casses et braquages et montent un gang qui devient rapidement la cible de la police.

## Fiche technique
- Titre : The Bonnie Parker Story
- Réalisation : William Witney
- Assistant réalisateur : Robert Agnew
- Scénario : Stanley Shpetner
- Photographie : Jack A. Marta
- Montage : Frank P. Keller
- Musique : Ronald Stein
- Direction artistique : Don Ament
- Production : Samuel Z. Arkoff, James H. Nicholson (en) et Stanley Shpetner
- Société de production : American International Pictures et Albany Productions
- Pays d'origine :  États-Unis
- Langue originale : anglais
- Format : Noir et blanc - 35 mm — 1,85:1 - Mono
- Genre : Biopic et film de gangsters
- Durée : 79 minutes
- Date de sortie :
  - États-Unis : 28 mai 1958

## Distribution
- Dorothy Provine : Bonnie Parker
- Jack Hogan : Guy Darrow
- Richard Bakalyan : Duke Jefferson
- Joe Turkel : Chuck Darrow
- William Stevens : Paul Baxter
- Douglas Kennedy : Tom Steel
- Jeff Morris : Marvin Darrow
- Ken Lynch
- Lester Dorr
- Edmund Cobb
- Frank Evans (en)
- Chet Huntley
- Fred Kohler, Jr. (en)
- Sydney Lassick
- David McMahon
- John Mitchum
- Bob Steele

## Autour du film
- Il s'agit d'une libre interprétation de l'histoire des criminels Bonnie et Clyde. Dorothy Provine joue le rôle de Bonnie et Jack Hogan celui de Clyde, renommé pour les besoins du film en Guy Darrow. Jeff Morris, William Stevens et Joe Turkel incarne des membres du gang et Douglas Kennedy joue le rôle du Texas Ranger Frank Hamer, renommé ici en Tom Steel.
- Ce film a été réalisé par l'American International Pictures et distribué à sa sortie en salles en double programme avec Mitraillette Kelly (Machine Gun Kelly) de Roger Corman.